# فریملی
فریملی (به انگلیسی: Frimley) یک روستا در بریتانیا است که در ساری (انگلستان) واقع شده‌است. فریملی ۶٬۱۷۸ نفر جمعیت دارد.